# Évrard de Conty
Œuvres principales
Problèmes d'Aristote, Livre des échecs amoureux moralisés
Évrard de Conty (orthographié Évrart dans les textes de l'époque, né à une date incertaine du xive siècle à Conty en Picardie, mort en 1405 à Paris) fut un médecin et écrivain français du xive siècle.

## Vie
Évrard de Conty naquit à Conty en Picardie, dans les alentours d'Amiens, à une date incertaine du xive siècle. Il fut membre de la Faculté de Médecine de l'Université de Paris qu'il dirigea comme maître-régent de 1353 jusqu'à sa mort en 1405.
À Amiens, il exerça le canonicat à la collégiale Saint-Fursy de Péronne et fut médecin personnel du Duc de Normandie et futur Roi de France Charles V († 1380) et ensuite de Blanche de Navarre († 1398), veuve de Philippe VI.

## Œuvre
Évrard de Conty est l'auteur de deux ouvrages à caractère encyclopédique : les Problèmes d'Aristote, et le Livre des échecs amoureux moralisés. Bien qu'un troisième ouvrage, Les Eschéz d'Amours, dont le Livre des échecs amoureux moralisés est un commentaire incomplet, lui ait été attribué, les éditeurs des Eschéz d'Amours contestent sa paternité.

### LesProblèmes d'Aristote
« Chi comence li livres des problemes de Aristote, c'est a dire des fortes questions, translates de latin en francois. La grace divine appelee devant toute oeuvre, selonc la doctrine de Platon. Chils livres des problemes a present empris a translater ou exposer aucunement en francois, selonc la possibilité de mon petit engien, contient 3 livres ou 3 grans et principauls parties, en general–  »
Cet ouvrage est une prose commentée des Problèmes, œuvre classique attribuée à Aristote, de Conty la traduit et retravaille en moyen français à partir des versions latines de Bartholomée de Messine de 1260 et de Pierre de Padoue de 1310.
Le texte se développe en trois sections dédiées respectivement au savoir médical, aux arts libéraux et aux évènements humains et naturels. Il est daté probablement des années 1380 et nous est parvenu par neuf manuscrits complets dont deux signés de la main de l'auteur (mss. BnF fr. 24281 et 24282). On suppose que sa commande fut passée en 1377 par Nicole Oresme († 1380) qui devint évêque de Lisieux cette même année.

### LeLe livre des échecs amoureux moralisés
Il s'agit du commentaire des 2000 premiers vers des Échecs, composé vers 1390.